# Райымбек-батыр
Райымбек-батыр Тукеулы (каз. Райымбек батыр;Райымбек Төкеұлы) (1705—1785) — казахский батыр XVIII века, сын Туке, внук Хангельды-батыра из рода Албан Старшего жуза. Борец за свободу казахов от джунгарских захватчиков, освободивший Семиречье. За храбрость Абылай-хан назначил Райымбека одним из своих полководцев.

## Биография
Происходит из рода албан Старшего жуза.
Райымбек жил в самый бурный период средневекового Казахстана. Когда он родился, его родное Семиречье (Жетісу) захватили джунгарские (калмыцкие) орды. Уже в юности он был признан земляками молодым батыром, когда одолел в схватке балхашского тигра. Во времена джунгарского нашествия Райымбек возглавлял войска самообороны, которые нападали на джунгарские отряды хунтайджи Цэван-Рабдана. В 1729 году в Анракайской битве (между низовьями рек Чу и Или) объединённые силы трёх казахских жузов под руководством Абулхайыр-хана одержали блестящую победу над джунгарами и изгнали их из Семиречья. Армия Райымбека вместе с армиями батыров Богенбая и Кабанбая сыграла важнейшую роль в долгожданной победе.
Под руководством Абылай-хана Райымбек Батыр стал видным полководцем казахского ополчения. Он сыграл большую роль и в окончательном изгнании джунгар с юго-восточных рубежей Казахстана. Воздвигнутая им красная стела в Нарынколе через два века стала неоспоримой вехой при определении казахско-китайской границы.

## Книги о Райымбеке
- Мукагали Макатаев. Поэма «Райымбек, Райымбек!» (1971, напечатана в газете «Лениншіл жас», 1981).
- Жолдасбай Тұрлыбаев. Дилогия «Тамыз таңы» (Августовское утро), 1987, (вторая часть «Райымбек», 1992).
- Шакен Кумисбайулы. «Райымбек Батыр. История, личность, время» (каз. Шәкен Күмісбайұлы. «Райымбек-батыр. Тарих, тұлға, уақыт»), изд. «Аруна» (серия "Знаменитые люди Востока), 2007, Алматфильмы  .

## Память

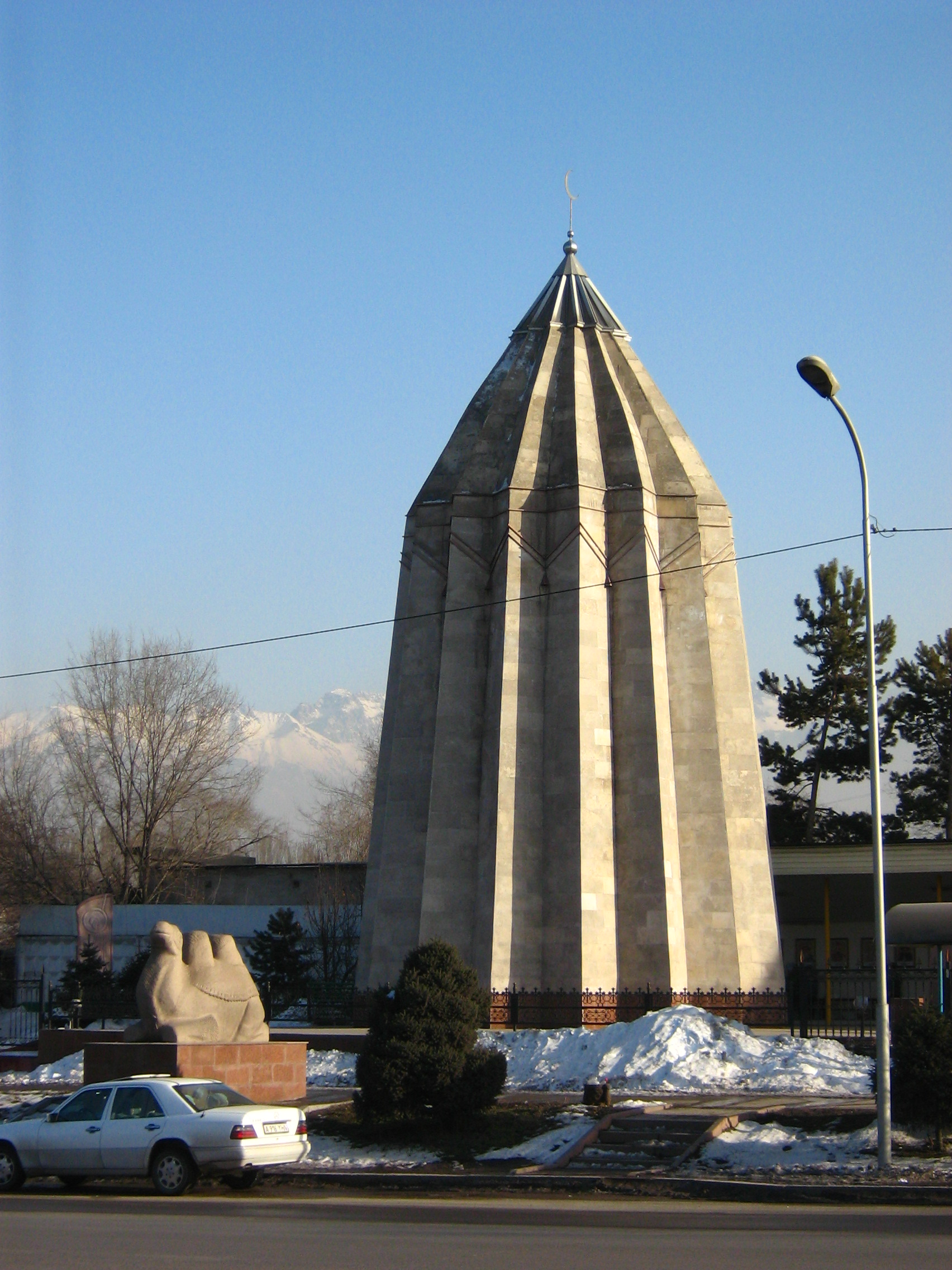
Мавзолей Райымбека в Алма-Ате

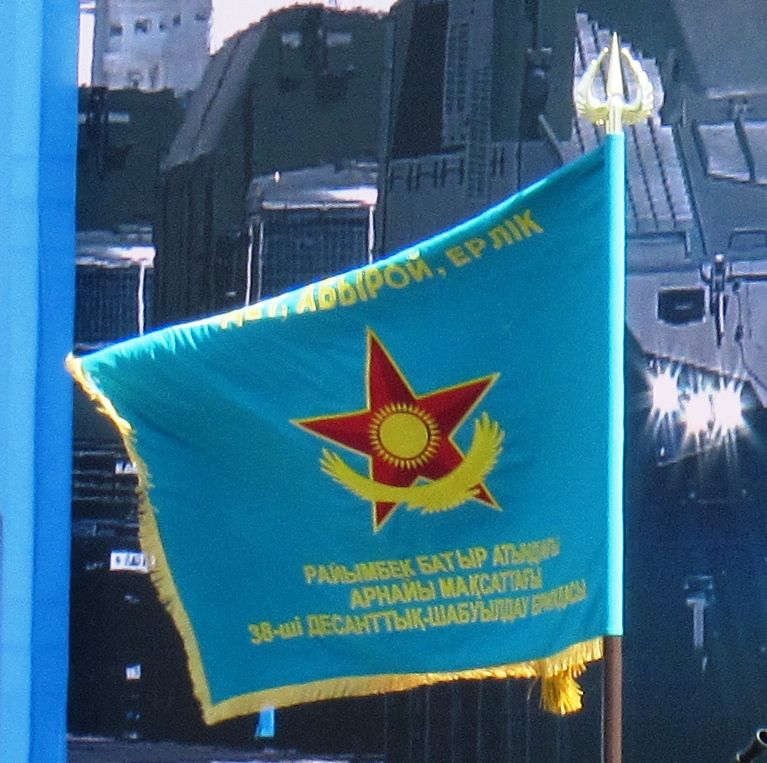
Боевое знамя 38-й десантно-штурмовой бригады специального назначения имени Раимбек-батыра

- В 1981 году на его могиле в Алма-Ате была установлена гранитная стела, а в 1994 году в торжественной обстановке был открыт мавзолей выдающегося воина-освободителя.
- В 1993 году Нарынкольский и Кегенский районы Алматинской области были объединены в единый Райымбекский район.
- В 1997 году в селе Нарынкол у китайской границы был открыт первый конный памятник Раимбек-батыру.
- В 2005 году в Казахстане торжественно отмечалось 300-летие со дня рождения Раимбек-батыра, на въезде в Райымбекский район на шоссе Алма-Ата — Кеген был установлен ещё один конный памятник Раимбеку.
- В 2012 году в Алма-Ате был установлен новый конный памятник Раимбеку скульптора Едиге Рахмадиева. На пьедестале выгравированы годы жизни батыра (1705—1785) и строки из стихотворения Мукагали Макатаева: «Ұрпағына медет бер, Ұлы бабам!» (Дай опору потомкам, Великий предок).
- Также в честь Раимбек-батыра названы одна из центральных улиц Алма-Аты, на которой находится его усыпальница, село в пригороде Алма-Аты, одна из станций Алматинского метрополитена.
- В 1997 году имя Раимбек-батыра присвоили 46-й мотострелковой бригаде, дислоцированной в Алма-Ате. Позже воинская часть получила полное действительное наименование — 38-я десантно-штурмовая бригада специального назначения имени Раимбек-батыра